# Herb Thomas

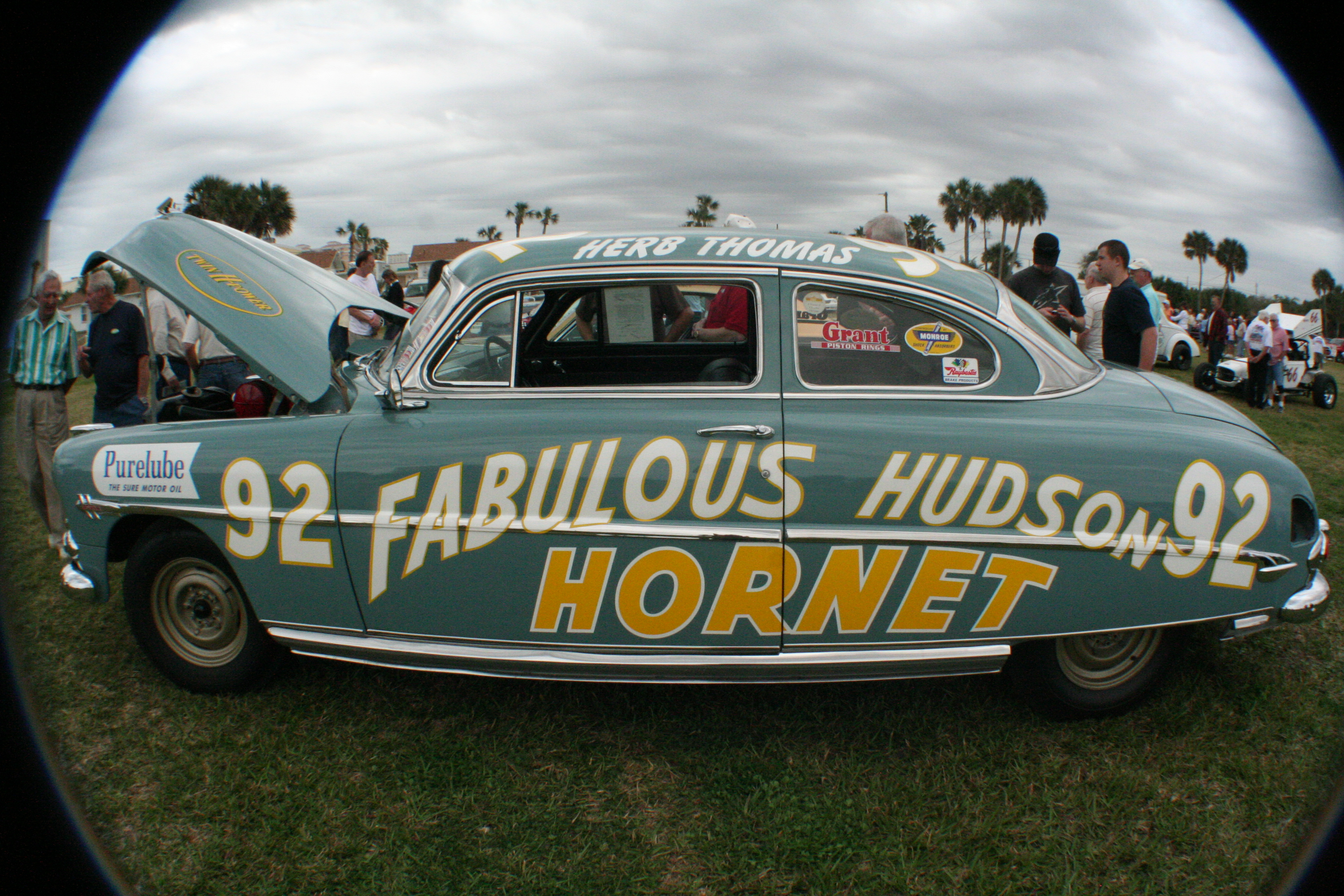
Hudson Hornet de Herb Thomas

Herbert Watson Thomas, más conocido como Herb Thomas (Olivia (Carolina del Norte), Carolina del Norte, Estados Unidos, 6 de abril de 1923 - 9 de agosto de 2000), fue un piloto de automovilismo estadounidense que se destacó en la NASCAR Grand National en la década de 1950. Fue campeón en 1951 y 1953, subcampeón en 1952, 1954 y 1956, y quinto en 1955, logrando en total 48 victorias y 122	top 5 en 228 carreras disputadas. El piloto venció tres veces en las 500 Millas Sureñas de Darlington en 1951, 1954 y 1955.
El personaje Doc Hudson de la serie de películas Cars está inspirado en la vida de Thomas.

## Carrera deportiva
Thomas disputó la temporada inaugural de la NASCAR en 1949 a la edad de 26 años con un Ford propio, resultando quinto en las 200 de North Wilkesboro. En 1949 disputó tres carreras con la marca Ford y diez con Plymouth, usando el número 92 excepto en una prueba. Triunfó en las 200 de Martinsville, y acumuló dos terceros lugares, un cuarto y seis top 10, terminando así 11º en el campeonato.
En 1951, el piloto corrió la primera mitad del certamen con Plymouth y la segunda con Hudson, contando como mecánico a Smokey Yunick. En 34 carreras disputadas, consiguió siete triunfos y 16 top 5, destacándose su victoria en las 500 Millas Sureñas de Darlington. Así, resultó campeón ante Fonty Flock, Tim Flock y Lee Petty.
Continuando al volante de un Hudson en 1952, obtuvo ocho triunfos, siete segundos lugares y tres terceros. Así, terminó segundo en la tabla general, por detrás de Tim Flock y por delante de Petty y Fonty Flock.
El norcarolino venció en 12 carreras de 1953, y llegó segundo ocho veces y tercero en tres oportunidades con su Hudson número 92. Esto le significó obtener su segundo título ante Petty, Dick Rathman y Buck Baker.
En 1954, el piloto ganó por segunda vez las 500 Millas Sureñas de Darlington con Hudston, así como dos de las cinco las carreras de 250 millas en Langhorne y Raleigh. Obtuvo 12 triunfos y 19 top 5 a lo largo del año, pero abandonó en diez carreras de 34. Esto lo obligó a confirmarse con el subcampeonato, dado que Lee Petty registró siete triunfos, 24 top 5 y 32 top 10.
Corrió solamente seis veces en 1955 con Hudson, en tanto que corrió en Daytona Beach con un Packard, tres fechas con Buick, y el resto con Chevrolet. Acumuló tres triunfos y 14 top 5, venciendo nuevamente en las 500 Millas de Darlinton. Sin embargo, se lesionó gravemente en un choque en Charlotte, por lo que debió ausentarse durante tres meses y la mitad de las carreras. Por tanto, se colocó quinto en el campeonato, por detrás de Tim Flock, Baker, Petty y Bob Welborn, todos ellos con más de 30 carreras largadas contra 23 del norcarolino.
Thomas volvió a competir regularmente en la NASCAR Grand National 1956, alternando automóviles de Chevrolet, Chrysler y Dodge. Obtuvo cinco triunfos, 22 top 5 y 36 top 10 en 48 carreras disputadas, de manera que se ubicó segundo en el campeonato por detrás de Baker y sus 14 victorias.
En la carrera de Shelby de 1958, Thomas tuvo otro choque fuerte que cortó con su carrera deportiva. Disputó dos carreras en 1957, y se despidió en las 400 de North Wilkesboro con un 14º puesto.